# Isse
Isse település Franciaországban, Marne megyében. Lakosainak száma 109 fő (2022. január 1.). Isse Aigny, Ambonnay, Condé-sur-Marne és Vaudemange községekkel határos.

## Népesség
A település népességének változása:
| Lakosok száma | 113  | 84   | 78   | 115  | 122  | 121  | 115  | 109  | 107  | 109  |
|               | 1968 | 1982 | 1990 | 2006 | 2013 | 2015 | 2017 | 2019 | 2020 | 2022 |